# Australosymmerus peruensis
Australosymmerus peruensis är en tvåvingeart som beskrevs av Munroe 1974. Australosymmerus peruensis ingår i släktet Australosymmerus och familjen hårvingsmyggor.
Artens utbredningsområde är Peru. Inga underarter finns listade i Catalogue of Life.